# Albert II. (Bremen)
Albert II. aus dem Haus Braunschweig-Wolfenbüttel (* um 1359/60; † 14. April 1395 in Bremervörde) war Erzbischof von Bremen.

## Leben
In den Genealogien des Hauses Braunschweig wurde er Albrecht genannt. Er war der Sohn Herzog Magnus’ I. Pius von Braunschweig-Wolfenbüttel und Sophie von Brandenburg-Landsberg. Er war der Enkel der Markgräfin Agnes von Brandenburg-Landsberg, einer Schwester Kaiser Ludwigs des Bayern.
Albert war zunächst Domherr zu Magdeburg und Propst von St. Paul in Halberstadt. Mit Albert begann ein Wettstreit zwischen dem Haus Oldenburg und den Welfen um das Bremer Erzstift. Albert musste sich zunächst gegen Moritz von Oldenburg durchsetzen, der noch von Gottfried von Arnsberg als Administrator eingesetzt wurde. Moritz hatte die Unterstützung der Stadt Bremen und des Domkapitels, Albert hatte aber die Unterstützung der Kurie und seiner Familie. 1361 wurde er als Erzbischof anerkannt, nur Moritz widersetzte sich. Erst nach einer Belagerung der Burg Bremervörde im Januar 1363 durch ein Braunschweiger Heer und Wilhelm von Lüneburg entsagte Moritz in einem Vertrag dem Stift. Albert duldete in seinem Einflussbereich Strandraub Hamburgischer Schiffe auf der Elbe, von denen er auch maßgeblich profitierte. Damit brach er weltliches und ein seit über 200 Jahren geltendes kirchliches Recht, wonach das Trockenfallen von Schiffen bei Niedrigwasser keine Havarie im Sinne des Strandrechts war. Er missachtete mehrfache dahingehende päpstliche Anweisungen, woraufhin der Hamburg Rat 1371 einen Rechtsstreit vor Papst Gregor XI. in Avignon führte, der 1387 zu Gunsten des Hamburger Stadtrats entschieden wurde.
Alberts Regierung war ziellos, bei inneren Streitigkeiten blieb er meist untätig. In die Mandelsloher Fehde verdischer und bremischer Ministerialen gegen Bremen, die 1381 das ganze Stift verheerte, griff er kaum ein. Nur 1366 versuchte er den Streit zwischen dem Bremer Rat und den Zünften der Stadt – den sogenannten Bannerlauf – zu seinem Vorteil zu nutzen, blieb damit aber erfolglos. Bremen und Stade machten sich daraufhin von Albert nahezu unabhängig.
Er führte einen verschwenderischen Lebensstil. Um diesen zu finanzieren, begann er Kirchengüter zu verpfänden. Er beschließt die seit Beginn des Jahrhunderte laufende Reihe von Erzbischöfen, die ihr Stift zu Grunde richteten, damit, dass er einen selbst dann noch unerhörten Verfall und eine grenzenlose Verwirrung hinterließ. 1369 verpfändete er für 4150 Mark den Herzögen Wilhelm von Lüneburg und Magnus II. von Braunschweig das ganze Stift mit allen Schlössern, die er noch hatte und ernannte Daniel von Borch nach ihrem Willen zum Administrator; 1375 verpfändete er das bremische Kirchengut rechts der Elbe an Graf Adolf von Holstein-Pinneberg, Stedingen versetzte er an die Grafen von Oldenburg. Die beiden letzteren Kirchengüter gingen dem Erzstift Bremen dauerhaft verloren.
Der größte Skandal Alberts Regierung war der öffentliche Vorwurf, er sei ein Hermaphrodit. Dieser Vorwurf erfolgte im Zuge des Lüneburger Erbfolgekrieges durch den Domdechant Johann von Zesterfleth, dem späteren Bischof Johann von Verden, um den braunschweigischen Albrecht zu verdrängen.